# Ліскате
Ліскате (італ. Liscate) — муніципалітет в Італії, у регіоні Ломбардія,  метрополійне місто Мілан.
Ліскате розташоване на відстані близько 470 км на північний захід від Рима, 18 км на схід від Мілана.
Населення — 4121 особа (2014).

## Демографія
Населення за роками:

Станом на 1 січня 2023 року в муніципалітеті офіційно проживало 405 іноземців з 44 країн, серед них 143 громадяни країн Євросоюзу та 10 громадян України.

## Сусідні муніципалітети
- Комаццо
- Мельцо
- Сеттала
- Труккаццано
- Віньяте